# Cinders (film 1913)
Cinders  è un cortometraggio muto del 1913 diretto da Rollin S. Sturgeon.

## Trama
Cinders lavora alle caldaie di un grande edificio popolare. L'uomo vive da solo e gli unici amici che ha sono il suo cagnolino, Mutt, e Katy, una ragazzina povera. La piccola, un giorno, viene ricoverata in ospedale e, quando Cinders la va a trovare, lei esprime il desiderio di avere dei fiori freschi al posto dei gerani di plastica che decorano la sua stanza. L'uomo vorrebbe accontentarla, ma non ha il denaro per comperare i fiori: l'unica sua risorsa è Mutt, il cane, che riesce a vendere per un dollaro a uno sconosciuto. Con quei soldi, Cinders compera un mazzo di fiori per la sua piccola amica. In ospedale, poco dopo, si presenta anche l'uomo che ha comperato il cane: è il padre di Katy, ritornato dopo una lunga assenza.

## Produzione
Il film fu prodotto dalla Vitagraph Company of America.

## Distribuzione
Distribuito dalla General Film Company, il film - un cortometraggio in una bobina - uscì nelle sale cinematografiche statunitensi il 2 maggio 1913.